# Кубок Лібертадорес
Кубок Лібертадорес (ісп. Copa Libertadores de América, порт. Copa Libertadores da América) — щорічний міжнародний футбольний турнір, в якому беруть участь найкращі команди Південної Америки (протягом останніх років участь в ньому також брали команди з Мексики). Разом з Лігою Чемпіонів є одним з найпрестижніших світових клубних трофеїв.

## Відбір на участь у Кубку
На початку існування Кубку Лібертадорес участь у ньому брали тільки чемпіони найсильніших Південно-американських чемпіонатів — Аргентини, Болівії, Бразилії, Чилі, Колумбії, Еквадору, Парагваю, Перу та Уругваю. Поступово кількість команд зростала і з 2017 року в турнірі бере участь 47 учасників.
Більшості команд для участі у Кубку Лібертадорес необхідно вдало виступити у національній першості (посісти одне з найвищих місць). Бразилія, Уругвай і Мексика мають додаткові турніри, вдалий виступ в яких може надати право виступу у Кубку Лібертадорес.
Для різних країн виділені певні квоти на кількість клубів-учасників. З 2017 року вони розподілені наступним чином:
- Бразилія — 7 представників
- Аргентина — 6 представників
- Решта 8 країн — по 4 представника кожна

Переможець турніру, а також чемпіон Південноамериканського кубка отримують путівку в груповий етап наступного розіграшу поза квотами.

## Історія
1948 року було проведено Клубний чемпіонат Південної Америки з футболу, який є найбільш прямим попередником Кубку Лібертадорес. Його організував Чилійський клуб Коло-Коло після кількох років планування. Проводився в Сантьяго, турнір зібрав чемпіонів найвищих національних ліг. Чемпіонат було виграно бразильським клубом Васко да Гама.
5 березня 1959, на 24-й Південноамериканському конгресі, що відбувся в Буенос-Айресі, конкурс був схвалений Комітетом з міжнародних справ. У 1966 році він був названий на честь героїв війна за незалежність іспанських колоній в Америці, таких як Хосе Гервасіо Артіґас, Бернардо О'Гіґґінс, Хосе де Сан-Мартін, Педру I, Сімон Болівара та інших.

## Спонсори
Впродовж 20 років з 1997 по 2017 турнір мав єдиного титульного спонсора, який протягом цього часу змінювався тричі. Офіційна назва змагання змінювалася відповідно:
- з 1997 по 2007 роки — Кубок Toyota Лібертадорес (ісп. Copa Toyota Libertadores)
- з 2008 по 2012 роки — Кубок Сантандер Лібертадорес (ісп. Copa Santander Libertadores)
- з 2013 по 2017 роки — Кубок Bridgestone Лібертадорес (ісп. Copa Bridgestone Libertadores)

## Переможці
| Клуб                | Переможець | Фіналіст | Роки виграних фіналів                    | Роки програних фіналів             |
| ------------------- | ---------- | -------- | ---------------------------------------- | ---------------------------------- |
| Індепендьєнте       | 7          | 0        | 1964, 1965, 1972, 1973, 1974, 1975, 1984 | —                                  |
| Бока Хуніорс        | 6          | 6        | 1977, 1978, 2000, 2001, 2003, 2007       | 1963, 1979, 2004, 2012, 2018, 2023 |
| Пеньяроль           | 5          | 5        | 1960, 1961, 1966, 1982, 1987             | 1962, 1965, 1970, 1983, 2011       |
| Рівер Плейт         | 4          | 3        | 1986, 1996, 2015, 2018                   | 1966, 1976, 2019                   |
| Естудьянтес         | 4          | 1        | 1968, 1969, 1970, 2009                   | 1971                               |
| Олімпія             | 3          | 4        | 1979, 1990, 2002                         | 1960, 1989, 1991, 2013             |
| Насьйональ          | 3          | 3        | 1971, 1980, 1988                         | 1964, 1967, 1969                   |
| Сан-Паулу           | 3          | 3        | 1992, 1993, 2005                         | 1974, 1994, 2006                   |
| Палмейрас           | 3          | 3        | 1999, 2020, 2021                         | 1961, 1968, 2000                   |
| Сантус              | 3          | 2        | 1962, 1963, 2011                         | 2003, 2020                         |
| Греміо              | 3          | 2        | 1983, 1995, 2017                         | 1984, 2007                         |
| Фламенгу            | 3          | 1        | 1981, 2019, 2022                         | 2021                               |
| Крузейру            | 2          | 2        | 1976, 1997                               | 1977, 2009                         |
| Інтернасьйонал      | 2          | 1        | 2006, 2010                               | 1980                               |
| Атлетіко Насьйональ | 2          | 1        | 1989, 2016                               | 1995                               |
| Коло-Коло           | 1          | 1        | 1991                                     | 1973                               |
| Атлетіку Мінейру    | 1          | 1        | 2013                                     | 2024                               |
| Флуміненсе          | 1          | 1        | 2023                                     | 2008                               |
| Расинг              | 1          | 0        | 1967                                     | —                                  |
| Архентінос Хуніорс  | 1          | 0        | 1985                                     | —                                  |
| Велес Сарсфілд      | 1          | 0        | 1994                                     | —                                  |
| Васко да Гама       | 1          | 0        | 1998                                     | —                                  |
| Онсе Кальдас        | 1          | 0        | 2004                                     | —                                  |
| ЛДУ Кіто            | 1          | 0        | 2008                                     | —                                  |
| Корінтіанс          | 1          | 0        | 2012                                     | —                                  |
| Сан-Лоренсо         | 1          | 0        | 2014                                     | —                                  |
| Ботафогу            | 1          | 0        | 2024                                     | —                                  |

## Результати виступів за країнами
| Країна    | Переможець | Фіналіст | Разом |
| --------- | ---------- | -------- | ----- |
| Аргентина | 25         | 13       | 38    |
| Бразилія  | 24         | 19       | 43    |
| Уругвай   | 8          | 8        | 16    |
| Колумбія  | 3          | 7        | 10    |
| Парагвай  | 3          | 5        | 8     |
| Чилі      | 1          | 5        | 6     |
| Еквадор   | 1          | 3        | 4     |
| Мексика   | 0          | 3        | 3     |
| Перу      | 0          | 2        | 2     |

## Найкращі бомбардири
Станом на 29 травня 2025

Гравці, що виділені жирним шрифтом беруть участь у Кубку Лібертадорес 2025.
| # | Гравець             | Голи | Матчі | Голів/матч | Роки | Роки | Клуб(и) (Голи)                                                                                   |
| # | Гравець             | Голи | Матчі | Голів/матч | з    | по   | Клуб(и) (Голи)                                                                                   |
| - | ------------------- | ---- | ----- | ---------- | ---- | ---- | ------------------------------------------------------------------------------------------------ |
| 1 | Альберто Спенсер    | 54   | 88    | 0.61       | 1960 | 1972 | Пеньяроль (48), Барселона (Гуаякіль) (6)                                                         |
| 2 | Фернандо Морена     | 37   | 77    | 0.48       | 1973 | 1986 | Пеньяроль (37)                                                                                   |
| 3 | Педро Роча          | 36   | 89    | 0.40       | 1962 | 1979 | Пеньяроль (25), Сан-Паулу (10), Палмейрас (1)                                                    |
| 4 | Даніель Онега       | 31   | 47    | 0.66       | 1966 | 1973 | Рівер Плейт (31)                                                                                 |
| 4 | Габріел Барбоза     | 31   | 60    | 0.52       | 2018 | 2024 | Сантус (1), Фламенгу (30)                                                                        |
| 4 | Мігель Борха        | 31   | 65    | 0.48       | 2015 | 2025 | Атлетіко Насьйональ (5), Палмейрас (11), Атлетіко Хуніор (7), Рівер Плейт (8)                    |
| 7 | Хуліо Моралес       | 30   | 76    | 0.39       | 1966 | 1981 | Насьйональ (30)                                                                                  |
| 7 | Лукас Пратто        | 30   | 96    | 0.31       | 2011 | 2025 | Універсідад Католіка (6), Велес Сарсфілд (8), Атлетіку Мінейру (7), Рівер Плейт (9), Олімпія (0) |
| 9 | Луїзао              | 29   | 42    | 0.69       | 1998 | 2005 | Васко да Гама (5), Корінтіанс (15), Греміо (4), Сан-Паулу (5)                                    |
| 9 | Хуан Карлос Сарнарі | 29   | 63    | 0.46       | 1966 | 1976 | Рівер Плейт (10), Універсідад Католіка (12), Універсідад де Чилі (4), Санта-Фе (3)               |
| 9 | Антоні де Авіла     | 29   | 94    | 0.31       | 1983 | 1998 | Америка де Калі (27), Барселона (Гуаякіль) (2)                                                   |